# WTA Finals de 2021
O WTA Finals de 2021 foi um torneio de tênis feminino disputado em quadras duras na cidade de Zapopan, no México. Esta foi a 50ª edição de simples e 45ª de duplas.

## Pontuação e premiação

### Antes do torneio
A premiação máxima do WTA Finals de 2021 é de US$ 5.000.000. Ela varia de acordo com a campanha das jogadoras.
| Simples                                                           | Simples                                                        | Simples                |
| Fase                                                              | Premiação                                                      | Pontos                 |
| ----------------------------------------------------------------- | -------------------------------------------------------------- | ---------------------- |
| Título                                                            | RR + US$ 1.240.000                                             | SF + 750               |
| Final                                                             | RR + US$ 420.000                                               | SF + 330               |
| Semifinal                                                         | RR + US$ 30.000                                                | RR                     |
| Vitória por jogo na fase de grupos                                | US$ 110.000                                                    | 125                    |
| Participação (para as oito originalmente classificadas)           | 3 jogos = US$ 110.000 2 jogos = US$ 90.000 1 jogo = US$ 70.000 | 125 por jogo           |
| Alternates                                                        | 2 jogos = US$ 80.000 1 jogo = US$ 60.000 0 jogo = US$ 40.000   | 125 por V 125 por jogo |
| RR significa premiação ou pontuação conquistada na fase de grupos |                                                                |                        |

| Duplas                                                            | Duplas                                                        | Duplas                 |
| Fase                                                              | Premiação                                                     | Pontos                 |
| ----------------------------------------------------------------- | ------------------------------------------------------------- | ---------------------- |
| Título                                                            | RR + US$ 250.000                                              | SF + 750               |
| Final                                                             | RR + US$ 80.000                                               | SF + 330               |
| Semifinal                                                         | RR + US$ 0                                                    | RR                     |
| Vitória por jogo na fase de grupos                                | US$ 20.000                                                    | 125                    |
| Participação (para as oito originalmente classificadas)           | 3 jogos = US$ 50.000 2 jogos = US$ 40.000 1 jogo = US$ 30.000 | 125 por jogo           |
| Alternates                                                        | —                                                             | 125 por V 125 por jogo |
| RR significa premiação ou pontuação conquistada na fase de grupos |                                                               |                        |

### Depois do torneio
Valores pagos de acordo com a campanha de cada jogador ou dupla.
| Simples            | Simples      | Simples       | Simples       | Simples   |
| Jogadora           | Premiação    | Premiação     | Total         | Pontuação |
| Jogadora           | Participação | Campanha      | Total         | Pontuação |
| ------------------ | ------------ | ------------- | ------------- | --------- |
| Garbiñe Muguruza   | US$ 110.000  | US$ 1.460.000 | US$ 1.570.000 | 1.375     |
| Anett Kontaveit    | US$ 110.000  | US$ 640.000   | US$ 750.000   | 955       |
| Paula Badosa       | US$ 110.000  | US$ 250.000   | US$ 360.000   | 625       |
| Maria Sakkari      | US$ 110.000  | US$ 250.000   | US$ 360.000   | 625       |
| Karolína Plíšková  | US$ 110.000  | US$ 220.000   | US$ 330.000   | 625       |
| Aryna Sabalenka    | US$ 110.000  | US$ 110.000   | US$ 220.000   | 500       |
| Iga Świątek        | US$ 110.000  | US$ 110.000   | US$ 220.000   | 500       |
| Barbora Krejčíková | US$ 110.000  | US$ 0         | US$ 110.000   | 375       |
| Total              | Total        | Total         | US$ 3.920.000 |           |

| Duplas                                | Duplas       | Duplas      | Duplas      | Duplas    |
| Jogadora                              | Premiação    | Premiação   | Total       | Pontuação |
| Jogadora                              | Participação | Campanha    | Total       | Pontuação |
| ------------------------------------- | ------------ | ----------- | ----------- | --------- |
| Barbora Krejčíková Kateřina Siniaková | US$ 50.000   | US$ 310.000 | US$ 360.000 | 1.500     |
| Hsieh Su-wei Elise Mertens            | US$ 50.000   | US$ 120.000 | US$ 170.000 | 955       |
| Shuko Aoyama Ena Shibahara            | US$ 50.000   | US$ 40.000  | US$ 90.000  | 625       |
| Nicole Melichar-Martinez Demi Schuurs | US$ 50.000   | US$ 40.000  | US$ 90.000  | 625       |
| Alexa Guarachi Desirae Krawczyk       | US$ 50.000   | US$ 20.000  | US$ 70.000  | 500       |
| Darija Jurak Andreja Klepač           | US$ 50.000   | US$ 20.000  | US$ 70.000  | 500       |
| Samantha Stosur Zhang Shuai           | US$ 50.000   | US$ 20.000  | US$ 70.000  | 500       |
| Sharon Fichman Giuliana Olmos         | US$ 50.000   | US$ 0       | US$ 50.000  | 375       |
| Total                                 | Total        | Total       | US$ 970.000 |           |

- Total simples + duplas = US$ 4.890.000

## Qualificação
| Corrida final de simples - Porsche Race to the WTA Finals (8 de novembro de 2021) | Corrida final de simples - Porsche Race to the WTA Finals (8 de novembro de 2021) | Corrida final de simples - Porsche Race to the WTA Finals (8 de novembro de 2021) | Corrida final de simples - Porsche Race to the WTA Finals (8 de novembro de 2021) | Corrida final de simples - Porsche Race to the WTA Finals (8 de novembro de 2021) |
| Pos.                                                                              | Jogadora                                                                          | Pontos                                                                            | Torneios                                                                          | Data da qualificação                                                              |
| --------------------------------------------------------------------------------- | --------------------------------------------------------------------------------- | --------------------------------------------------------------------------------- | --------------------------------------------------------------------------------- | --------------------------------------------------------------------------------- |
| 1ª                                                                                | Ashleigh Barty                                                                    | 6.411                                                                             | 13                                                                                |                                                                                   |
| 2ª                                                                                | Aryna Sabalenka                                                                   | 4.768                                                                             | 17                                                                                | 20 de setembro                                                                    |
| 3ª                                                                                | Barbora Krejčíková                                                                | 4.518                                                                             | 16                                                                                | 20 de setembro                                                                    |
| 4ª                                                                                | Karolína Plíšková                                                                 | 4.036                                                                             | 17                                                                                | 4 de outubro                                                                      |
| 5ª                                                                                | Maria Sakkari                                                                     | 3.347                                                                             | 17                                                                                | 21 de outubro                                                                     |
| 6ª                                                                                | Iga Świątek                                                                       | 3.226                                                                             | 14                                                                                | 25 de outubro                                                                     |
| 7ª                                                                                | Garbiñe Muguruza                                                                  | 3.195                                                                             | 18                                                                                | 25 de outubro                                                                     |
| 8ª                                                                                | Paula Badosa                                                                      | 3.112                                                                             | 16                                                                                | 25 de outubro                                                                     |
| 9ª                                                                                | Anett Kontaveit                                                                   | 3.096                                                                             | 20                                                                                | 31 de outubro                                                                     |
| 10ª                                                                               | Ons Jabeur                                                                        | 3.020                                                                             | 19                                                                                |                                                                                   |
| 11ª                                                                               | Naomi Osaka                                                                       | 2.771                                                                             | 10                                                                                |                                                                                   |
| 12ª                                                                               | Anastasia Pavlyuchenkova                                                          | 2.548                                                                             | 18                                                                                |                                                                                   |
| 13ª                                                                               | Elina Svitolina                                                                   | 2.501                                                                             | 20                                                                                |                                                                                   |
| 14ª                                                                               | Jessica Pegula                                                                    | 2.500                                                                             | 18                                                                                |                                                                                   |
| 15ª                                                                               | Elise Mertens                                                                     | 2.447                                                                             | 19                                                                                |                                                                                   |
| 16ª                                                                               | Angelique Kerber                                                                  | 2.387                                                                             | 16                                                                                |                                                                                   |
| 17ª                                                                               | Cori Gauff                                                                        | 2.380                                                                             | 17                                                                                |                                                                                   |
| 18ª                                                                               | Emma Raducanu                                                                     | 2.352                                                                             | 6                                                                                 |                                                                                   |
| 19ª                                                                               | Belinda Bencic                                                                    | 2.195                                                                             | 20                                                                                |                                                                                   |
| 20ª                                                                               | Victoria Azarenka                                                                 | 2.165                                                                             | 14                                                                                |                                                                                   |

| Corrida final de duplas - Porsche Race to the WTA Finals (8 de novembro de 2021) | Corrida final de duplas - Porsche Race to the WTA Finals (8 de novembro de 2021) | Corrida final de duplas - Porsche Race to the WTA Finals (8 de novembro de 2021) | Corrida final de duplas - Porsche Race to the WTA Finals (8 de novembro de 2021) | Corrida final de duplas - Porsche Race to the WTA Finals (8 de novembro de 2021) |
| Pos.                                                                             | Jogadora                                                                         | Pontos                                                                           | Torneios                                                                         | Data da qualificação                                                             |
| -------------------------------------------------------------------------------- | -------------------------------------------------------------------------------- | -------------------------------------------------------------------------------- | -------------------------------------------------------------------------------- | -------------------------------------------------------------------------------- |
| 1ª                                                                               | Barbora Krejčíková Kateřina Siniaková                                            | 6.450                                                                            | 12                                                                               | 20 de setembro                                                                   |
| 2ª                                                                               | Shuko Aoyama Ena Shibahara                                                       | 5.070                                                                            | 19                                                                               | 20 de setembro                                                                   |
| 3ª                                                                               | Hsieh Su-wei Elise Mertens                                                       | 3.892                                                                            | 9                                                                                | 19 de outubro                                                                    |
| 4ª                                                                               | Nicole Melichar-Martinez Demi Schuurs                                            | 3.440                                                                            | 17                                                                               | 19 de outubro                                                                    |
| 5ª                                                                               | Samantha Stosur Zhang Shuai                                                      | 2.911                                                                            | 4                                                                                | 19 de outubro                                                                    |
| 6ª                                                                               | Catherine McNally Cori Gauff                                                     | 2.770                                                                            | 8                                                                                |                                                                                  |
| 7ª                                                                               | Alexa Guarachi Desirae Krawczyk                                                  | 2.695                                                                            | 20                                                                               | 28 de outubro                                                                    |
| 8ª                                                                               | Darija Jurak Andreja Klepač                                                      | 2.650                                                                            | 15                                                                               | 28 de outubro                                                                    |
| 9ª                                                                               | Gabriela Dabrowski Luisa Stefani                                                 | 2.570                                                                            | 4                                                                                |                                                                                  |
| 10ª                                                                              | Sharon Fichman Giuliana Olmos                                                    | 2.491                                                                            | 12                                                                               | 28 de outubro                                                                    |
| 11ª                                                                              | Raluca Olaru Nadiia Kichenok                                                     | 2.310                                                                            | 16                                                                               |                                                                                  |
| 12ª                                                                              | Lucie Hradecká Marie Bouzková                                                    | 2.242                                                                            | 11                                                                               |                                                                                  |

## Grupos

### Simples
A edição de 2021 do torneio de final de temporada contou com duas jogadoras número 1 do mundo, além de três campeãs e uma vice-campeã de torneios do Grand Slam. As competidoras foram divididas em dois grupos.
| Grupo Chichén Itzá  |
| ------------------- |
| Aryna Sabalenka [1] |
| Maria Sakkari [4]   |
| Iga Świątek [5]     |
| Paula Badosa [7]    |

| Grupo Teotihuacán      |
| ---------------------- |
| Barbora Krejčíková [2] |
| Karolína Plíšková [3]  |
| Garbiñe Muguruza [6]   |
| Anett Kontaveit [8]    |

### Duplas
A edição de 2021 do torneio de final de temporada contou com quatro jogadoras número 1 do mundo, além de seis campeãs e três vice-campeãs de torneios do Grand Slam. As competidoras foram divididas em dois grupos.
| Grupo Chichén Itzá                            |
| --------------------------------------------- |
| Barbora Krejčíková [1] Kateřina Siniaková [1] |
| Hsieh Su-wei [3] Elise Mertens [3]            |
| Alexa Guarachi [6] Desirae Krawczyk [6]       |
| Sharon Fichman [8] Giuliana Olmos [8]         |

| Grupo Teotihuacán                             |
| --------------------------------------------- |
| Shuko Aoyama [2] Ena Shibahara [2]            |
| Nicole Melichar-Martinez [4] Demi Schuurs [4] |
| Samantha Stosur [5] Zhang Shuai [5]           |
| Darija Jurak Andreja Klepač [7]               |

## Finais
| Categoria | Campeã(s)                             | Vice-campeã(s)             | Resultado | Chave(s)  |           |
| --------- | ------------------------------------- | -------------------------- | --------- | --------- | --------- |
| Simples   | Garbiñe Muguruza                      | Anett Kontaveit            | 6–3, 7–5  | principal |           |
| Duplas    | Barbora Krejčíková Kateřina Siniaková | Hsieh Su-wei Elise Mertens | 6–3, 6–4  | principal | principal |